# Decibelwatt
De decibelwatt of dBW is de eenheid voor de aanduiding van de kracht van een signaal, uitgedrukt in decibel die staat tot één watt. Het wordt gebruikt om extreem grote en extreem kleine waarden aan te duiden door middel van een kleiner getal. De schaal is logaritmisch en wordt gedefinieerd als
{\displaystyle x\ {\text{dBW}}=10\ ^{10}\log {(y\ {\text{watt}})}\,}
Zo is 1 watt gelijk aan 0 dBW, 10 watt is 10 dBW, 100 watt is 20 dBW en 1.000.000 watt is 60 dBW. 